# 990 هـ
990 هـ هي سنة في التقويم الهجري امتدت مقابلةً في التقويم الميلادي بين سنتي 1582 و1583.

## مواليد
- عبد الواحد بن عاشر